# Sahra Wagenknecht
Sahra Wagenknecht (AFI: [ˌzaːʁaː ˈvaːɡn̩ˌknɛçt]; Jena, 16 luglio 1969) è una politica e giornalista pubblicista tedesca, fondatrice e leader del partito BSW (Bündnis Sahra Wagenknecht).
In passato ha fatto parte del Comitato Nazionale di Die Linke e, a partire da maggio 2010, è stata vice-presidente dello stesso organo. Dal 2009 al 2025 è stata deputata al Bundestag, il parlamento federale tedesco, dopo essere stata europarlamentare dal 2004 al 2009

## Biografia
Nata nell'allora Repubblica Democratica Tedesca, da padre iraniano e madre tedesca, ha completato gli studi nel 1988 e si è iscritta al Partito Socialista Unificato di Germania (SED) all'inizio del 1989. Dal 1990 ha studiato filosofia e letteratura tedesca a Jena e Berlino, per poi abbandonare gli studi. Si è poi iscritta all'Università di Groninga, dove ha conseguito un MA nel 1996 con una tesi sull'interpretazione di Hegel da parte di Karl Marx, pubblicata nel 1997.
Dal 2005 al 2012 ha studiato economia presso la TU Chemnitz, dove ha conseguito un dottorato di ricerca con una tesi su "I limiti della scelta: salvaguardare decisioni e esigenze fondamentali nei paesi sviluppati" pubblicato successivamente da Campus Verlag.

## Carriera politica
Dopo la caduta del Muro di Berlino e la trasformazione del SED nel Partito del Socialismo Democratico (PDS), Wagenknecht è stata eletta nel 1991 nel comitato nazionale del nuovo partito.
Nelle elezioni federali tedesche del 1998 si è candidata con il PDS in un distretto di Dortmund, ottenendo il 3,25% dei voti e non venendo eletta al Bundestag.
In seguito alle elezioni europee del 2004 è stata eletta come eurodeputata per il PDS al Parlamento europeo, all'interno del quale ha fatto parte della Commissione per i problemi economici e monetari e dell'Assemblea parlamentare euro-latinoamericana.
In seguito alla fusione del PDS e del WASG, che ha portato alla nascita del Partito della Sinistra (Die Linke), ha preso in considerazione la possibilità di intraprendere una campagna per la carica di vicepresidente del partito. Tuttavia, alcuni leader del partito come Lothar Bisky e Gregor Gysi si erano opposti all'idea, principalmente a causa della vicinanza di Wagenknecht alle politiche dell'ex Repubblica Democratica Tedesca (RDT). Aveva così rinunciato alla candidatura. Ha poi conquistato un seggio alle elezioni federali del 2009 nella Renania Settentrionale-Vestfalia. È diventata la portavoce della Linke per la politica economica nel Bundestag. Il 15 maggio 2010 è stata eletta vicepresidente del partito con il 75,3% dei voti.

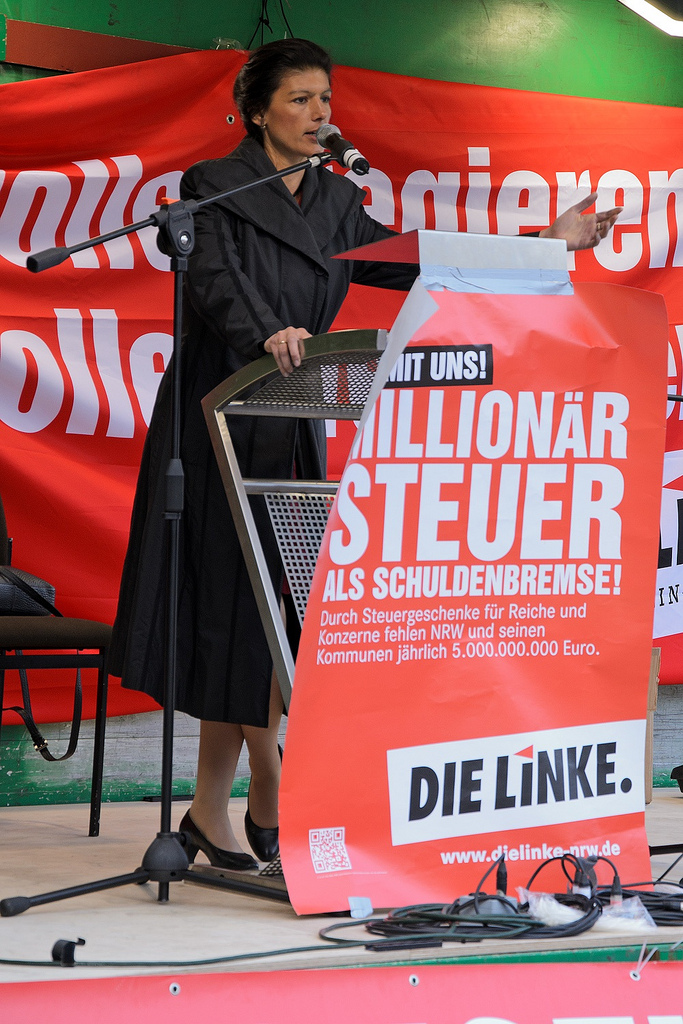
Wagenknecht ad un incontro per Die Linke nel 2012

All'inizio del 2012 la stampa tedesca ha riferito che Wagenknecht era uno dei 27 membri del Bundestag appartenenti alla Linke tenuti sotto sorveglianza dall'Ufficio federale per la protezione della Costituzione.
È stata una delle principali forze trainanti nella formazione di Aufstehen, un movimento populista di sinistra fondato nel 2018, che si poneva al di fuori delle tradizionali strutture dei partiti politici. Nel marzo 2019 ha annunciato il ritiro dal ruolo di leadership all'interno di Aufstehen, insistendo sul fatto che dopo una fase di avvio di successo, per la quale era necessaria esperienza politica, era giunto il momento per il movimento di ritornare alle radici dal momento che, si lamentava, il coinvolgimento dei partiti politici aveva "murato" ("sich eingemauert") il cuore del movimento.
È stata rieletta al Bundestag alle elezioni federali del 2021, ma ha affermato che i risultati rappresentavano una "amara sconfitta" per il suo partito.

### Scissione daDie Linkee fondazione diBSW
A causa dei crescenti conflitti all'interno di Die Linke, Wagenknecht ha preso in considerazione la possibilità di formare un proprio partito. Dal 2021 si ipotizzava che la sua fazione e altri gruppi che la pensano allo stesso modo all'interno di Die Linke, come la Sinistra socialista o i circoli di Karl Liebknecht, si sarebbero staccati per formare un partito distinto. Dal punto di vista politico, ci si aspettava che il nuovo partito seguisse una strategia nazionalista di sinistra.
Alla fine di settembre 2023 alcuni esponenti del circolo di Wagenknecht hanno fondato l'associazione "BSW – Per la ragione e la giustizia". A metà ottobre più di 50 membri della Linke hanno presentato una richiesta per l'esclusione di Wagenknecht dallo stesso. I promotori affermavano di voler impedire a Sahra Wagenknecht di costruire un nuovo partito con le risorse della sinistra. "Questo non è più accettabile", dichiarò Sofia Leonidakis, leader della Linke al parlamento di Brema. Nell'ottobre 2023 Wagenknecht ha abbandonato Die Linke creando l'associazione "BSW – Per la ragione e la giustizia", a cui aderiscono immediatamente altri nove deputati al Bundestag. Il sito dell'associazione chiarisce che l'abbreviazione BSW sta per "Bündnis Sahra Wagenknecht" ("Coalizione Sahra Wagenknecht"). L'associazione è destinata a fungere da precursore per un futuro partito, fondato e presentato ufficialmente in data 8 gennaio 2024.

## Opinioni politiche

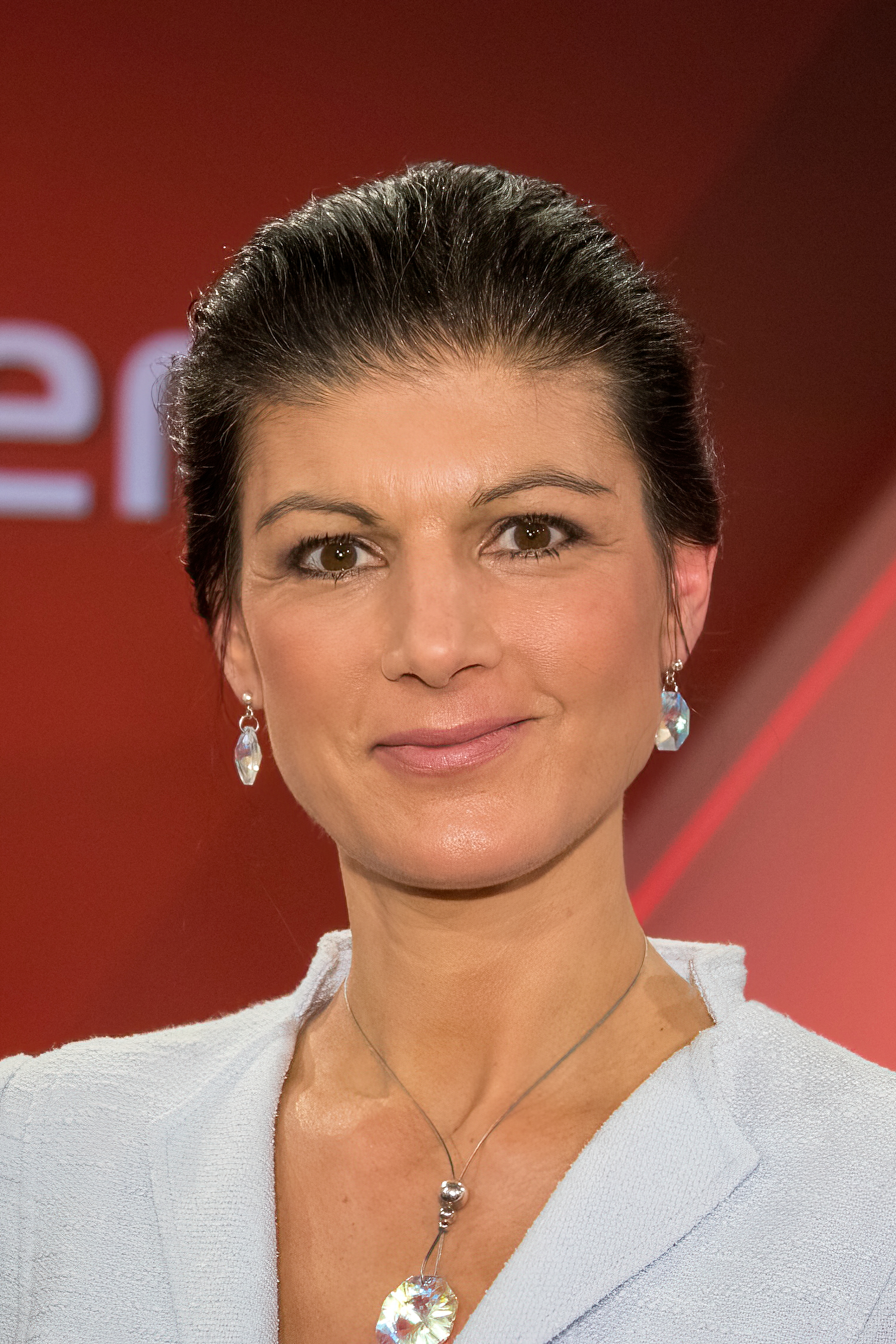
Sahra Wagenknecht nel marzo 2018

### Politica estera
Nel 2017 Wagenknecht auspicava lo scioglimento della NATO e un nuovo accordo di sicurezza tra Germania e Russia. Nel corso della sua carriera, Wagenknecht si è espressa a favore di un rapporto più stretto con la Russia. Nel 1992 aveva pubblicato un saggio in cui elogiava la Russia stalinista, un punto di vista che nel 2017 aveva affermato di non sostenere più.
Wagenknecht ha espresso un forte sostegno per l'ascesa dei leader di sinistra in America Latina, come Hugo Chávez, e per la vittoria elettorale di SYRIZA nel 2015 in Grecia. È portavoce della rete di solidarietà "Venezuela Avanza" ed è stata membro supplente della delegazione del Parlamento europeo per le relazioni con il Mercosur.
Wagenknecht è molto critica sulla politica estera israeliana nei confronti dei palestinesi, posizione che è stata assimilata all'antisemitismo da parte di alcuni. La stessa respinge le accuse di antisemitismo e accetta il diritto di Israele di esistere, ma sostiene che non è una ragione per accettare la politica del governo israeliano senza impiegare il pensiero critico.
Nel 2010 non si è unita alla standing ovation quando l'ex primo ministro israeliano e premio Nobel Shimon Peres ha tenuto un discorso al Bundestag in occasione del Giorno della Memoria dell'Olocausto.

#### Invasione russa dell'Ucraina
Prima dell'invasione russa dell'Ucraina del 2022, Wagenknecht era un importante difensore della Russia e del suo presidente Vladimir Putin, sostenendo che mentre gli Stati Uniti d'America stavano cercando di "evocare" un'invasione dell'Ucraina, "la Russia in realtà non ha alcun interesse a marciare in Ucraina". Dopo che la Russia ha lanciato un'invasione su larga scala dell'Ucraina il 24 febbraio 2022, Wagenknecht ha affermato che il suo giudizio era sbagliato. Wagenknecht si è opposta alle sanzioni contro la Russia per l'invasione russa dell'Ucraina nel 2022 e, in un discorso nel settembre 2022, ha accusato il governo tedesco di "lanciare una guerra economica senza precedenti contro il nostro più importante fornitore di energia". Prima della guerra, oltre la metà del gas tedesco proveniva dalla Russia. A maggio la sinistra aveva votato a favore delle sanzioni economiche contro la Russia. Il suo discorso è stato applaudito dalla direzione di Die Linke e dall'estrema destra Alternativa per la Germania. Il suo discorso ha provocato le dimissioni di due membri di alto profilo del proprio partito.
Il 10 febbraio 2023, Wagenknecht e Alice Schwarzer hanno iniziato a raccogliere firme per il loro Manifest für Frieden ("Manifesto per la pace") su Change.org. Ha chiesto negoziati con la Russia e la sospensione delle consegne di armi all'Ucraina. Alla fine del mese aveva ricevuto 700.000 firme. Ad una manifestazione per la pace con Wagenknecht e Schwarzer il 25 febbraio hanno partecipato anche gruppi di estrema destra, e si disse che abbiano fatto appello al Querfront, termine storico impiegato per designare la collaborazione con i rivoluzionari conservatori.
Nell'aprile 2023, nell'ambito della rivelazione di documenti segreti, il Washington Post ha riferito che in Russia erano stati sviluppati piani per avviare e sostenere un fronte politico trasversale in Germania composto da AfD, Wagenknecht e forze estremiste di sinistra, dare vita in tutta la Germania a proteste contro il governo federale e il suo sostegno all’Ucraina, e che alti funzionari russi avevano contattato, tra l’altro, una persona vicina a Wagenknecht. Wagenknecht ha dichiarato al Washington Post di non avere alcun contatto o collaborazione né con l’AfD né con le autorità russe. Tuttavia, il 28 maggio 2023, Der Spiegel ha pubblicato un articolo in cui mostrava di essere in possesso di screenshot che dimostravano come Wagenknecht, nonostante precedenti dichiarazioni contrarie, fosse ancora in contatto con il suo ex marito Ralph Thomas Niemeyer, il quale faceva parte del Movimento Reichsbürger e si era incontrato a Mosca nel 2022/2023, autoproclamandosi “cancelliere in esilio”, con diversi rappresentanti del governo russo per negoziare un futuro governo tedesco.

#### Politica sui rifugiati
Il 28 maggio 2016 un attivista del gruppo antifascista Torten für Menschenfeinde ("Torte per i nemici dell'umanità") ha lanciato una torta al cioccolato in faccia a Wagenknecht in una riunione del Partito della Linke a Magdeburgo in risposta alle richieste di Wagenknecht di contenere il numero di rifugiati. Wagenknecht ha criticato le politiche di Angela Merkel in materia di rifugiati, sostenendo che il suo governo non ha fornito i livelli di sostegno finanziario e infrastrutturale necessari per evitare una crescente pressione sulle autorità locali e sul mercato del lavoro, esacerbando così le tensioni nella società. Ha anche affermato che le politiche della Merkel erano in parte responsabili per l'attacco del camion di Berlino del 2016.
In parte in risposta a queste esperienze, nel 2021, ha pubblicato il libro Die Selbstgerechten ("Gli ipocriti") in cui critica i cosiddetti "liberali di sinistra" ("Linksliberale") per non essere né di sinistra né liberali, ma piuttosto dei sostenitori degli interessi delle classi dominanti e, in una certa misura, dei propri interessi. Il libro presenta, tra molti altri argomenti, una discussione in cui espone quelli che, a suo dire, sarebbero essere gli impatti negativi dell'immigrazione sulla classe lavoratrice tedesca. Il libro ha raggiunto la posizione numero uno nella classifica dei bestseller di saggistica tedesca pubblicata da Der Spiegel.

## Vita privata
Si è sposata nel maggio 1997 con l'uomo d'affari Ralph-Thomas Niemeyer. Si è poi risposata nel dicembre 2014 con il politico tedesco Oskar Lafontaine. È atea.